# Torg (hijo de León)
Torg (hijo de León), luego Príncipe Torg de León, fue una colección de cuadernos de aventuras dibujada por J. Roldán y Luis Molina Sánchez y publicada entre 1960 y 1962 por Editorial Andaluza.

## Argumento
Torg (hijo de León) sigue las convenciones del relato de aventuras clásico, en el que el héroe lucha por recuperar la posición que legítimamente le corresponde. Al igual que Zarpa de León, su referente más cercano es la película La corona de hierro (1940) de Alessandro Blasetti.